# Dziedzina ideałów głównych
Dziedzina ideałów głównych (PID, od ang. Principal Ideal Domain) – to pierścień ideałów głównych, który jest pierścieniem całkowitym.

## Równoważna definicja
Dziedzina ideałów głównych – pierścień komutatywny, będący dziedziną całkowitości, w której każdy ideał tej dziedziny jest główny.